# Foxcote House
Foxcote House est une maison de campagne du XVIIIe siècle située dans le village d'Ilmington, près de Shipston-on-Stour dans le Warwickshire, en Angleterre. C'est une propriété classée Grade II * depuis septembre 1952.

## Histoire
La maison est construite vers 1740, sa conception est attribuée à Edward Woodward. C'est traditionnellement le siège familial de la famille Canning; dix générations de la famille Canning ont résidé dans la maison jusqu'à la mort de Robert Canning en 1848 . Foxcote House est occupée par une école privée avant son achat dans les années 1960 par Christopher Boot Holman, un héritier de la société de distribution pharmaceutique Boots the Chemist. Les Holman restaurent la maison et la vendent en 1997 au milliardaire américain Les Wexner, pour une somme entre 3 et 8 millions de livres sterling,. Les Wexner assistent à la saison annuelle de chasse au faisan chaque octobre et organisent des parties de chasse britanniques traditionnelles dans une ancienne chapelle catholique qui jouxte la maison. Le domaine de Foxcote House est évalué à 20 millions de livres sterling.